# Освальд (король Нортумбрії)
Освальд Святий (давн-англ. Oswald; близько 604 — 5 серпня 642) — король Нортумбрії у 634—642 роках. Святий Англії.

## Життєпис

### Молоді роки
Походив з династії Еоппінгів. Старший син Етельфріта, короля Нортумбрії, та Ахи (доньки Елли, короля Дейри). Народився близько 604 року. У 616 році після поразки його батька у битві на річці Айдл від військ Рендвальда, короля Східної Англії, Освальд разом з братами втік до королівства Дал Ріада під захист короля Еохайда I. Тут він здобув освіту та хрестився на острові Іона.
У 633 році після загибелі Едвіна, короля Нортумбрії, проти коаліції бриттського короля Кадваллона і Пенди, короля Мерсії, Освальд разом з братом Енфрітом, який став королем Берніції. У 634 році після загибелі останнього Освальд став королем Берніції, а невдовзі й королем Дейри, тим самим відновив Нортумбрію.

### Король
Освальд на чолі війська, що складалося з англів, скоттів і піктів, рушив проти Кадваллона. Вночі напередодні битви при Хевенфілді Освальду явився святий Колумба, який передбачив йому перемогу. Повідомивши про видіння, що сталося, воякам, Освальд сміливо пішов у бій. Незважаючи на чисельну перевагу, армія Кадваллона була розбита, а сам він загинув.
Доволі швидко влада Освальда поширилася за межі Нортумбрії, а він отримав титул бретвальда. Він знову приєднав область Ліндсі до Нортумбрії. Освальд дружив із королівством Вессекс, 635 року став хрещеним батьком їхнього короля Кінегільса і одружився з його донькою. 637 році надав прихисток королю Дал Ріади, який зазнав поразки у війні з Домналлом мак Аедо, верховним королем Ірландії.
638 року захопив Дін-Ейдін, столицю бриттського королівство Гододдін, а потім саму цю державу. Освальд перейменував Дін-Ейдін на Единбург, поставивши намісником брата Освіу. Водночас король намагався отримати вплив на справи в Мерсії.
Освальд попросив короля Дал Ріади надіслати йому єпископа для хрещення англів. Незабаром до нього прибув Айден, який заснував єпархію на острові Ліндісфарн і досяг успіху в місіонерській діяльності. Айден погано знав англійську мову, і під час проповідей Освальд часто виконував функції перекладача. Хроністи характеризують Освальда як милостивого і великодушного короля, що намагався мирним шляхом хрестити населення свого королівства.
Водночас Освальд був занепокоєний посиленням Пенди, короля Мерсії. Освальд напав на нього, але в битві, що сталася у Месерфілда, нортумбрійці зазнали нищівної поразки, а їхній король загинув. Його тіло було розрубано на шматки і зарито в землю. після цього Нортумбрія знову розпалася: в Берніції став правити Освіу, а в Дейрі — Освін.

## Як святий
Земля з місця поховання Освальда виявилася чудодійною. Освальда було визнаний святим, і його культ поширився навіть у континентальній Європі. У тому ж році король Освіу витягнув із землі рештки брата, а племінниця Остріт перенесла їх у монастир Бардні в Ліндсі.
У 909 році військо Мерсії, напавши на Нортумбрию, захопило мощі і перенесли їх в собор Глостера. Голову Освальда було покладено в труну святого Кутберта і поховано в соборі Дарема. Деякі частини мощей Освальда зберігаються в інших соборах Великої Британії і континентальної Європи.

## Родина
Дружина — Кінебурга, донька Кінегільса, короля Вессекса.
Діти:
- Етельвальд (?—655), король Дейри у 651—654 роках.